# قلعه ملک نیاز خان
قلعه ملک نیاز خان مربوط به هزاره سوم و ۲ قم است و در شهرستان سرپل ذهاب، بخش مرکزی، دهستان بشیوه پاطاق، ۱/۲ کیلومتری جنوب غرب روستای بلوان واقع شده و این اثر در تاریخ ۱۸ اسفند ۱۳۸۷ با شمارهٔ ثبت ۲۴۷۹۷ به‌عنوان یکی از آثار ملی ایران به ثبت رسیده است.